# Tubs de Malpighi

Diagrama de l'aparell digestiu d'un insecte que mostra els tubs de Malpighi de (Orthoptera). Intestí itjà, intestí posterior, recte, tubs de Malpighi.

Els tubs o túbuls de Malpighi, descoberts per Marcello Malpighi, són un sistema excretor i osmoregulador present en els insectes, els miriàpodes, els aràcnids i els tardígrads.

## Estructura
El sistema excretor d'aquests insectes (artròpodes) consisteix en una sèrie de tubs estrets que es desenvolupen per evaginació de la part anterior del darrer segment intestinal o proctodeu. Cada tub consta d'una sola capa de cèl·lules amb un extrem cec i un altre extrem que desemboca a l'aparell digestiu.
El nombre total de túbuls varia segons les espècies, en general en múltiples de dos; n'hi pot haver més de 100. Són llargs i acostumen a estar enrotllats. Es troben coberts per hemolimfa i prop dels teixits adiposos. Les cèl·lules de les seves parets són riques en la proteïna actina la qual serveix de suporte i en microfilaments per a la propulsió de substàncies. Els tubs de Malpighi de la majoria dels insectes tenen musculatura que serveix per a mesclar el contingut dels túbuls i per augmentar el contacte dels tubs amb l'hemolimfa. Els ordres d'insectes Zygentoma, Dermaptera i Thysanoptera no tenen aquests músculs. Collembola (un hexàpode relacionat amb els insectes) i Aphididae (de l'ordre Hemiptera) no tenen pas tubs de Malpighi.
Altres grups d'invertebrats tenen sistemes excretors d'un altre tipus, els anomenats nefridis.-

## Forma d'acció
Els tubs de Malpighi són eficients per excretar productes nitrogenats innecessaris amb una pèrdua d'aigua mínima i gràcies, en part a això molts aràcnids i insectes poden colonitzar medis molt àrids. Es creu que la urea i aminoàcids de rebuig passen per difusió mentre que els ions com el sodi i potassi requereixen un transport actiu de bombeig 